# Dariusz Kasperek
Dariusz Kasperek (* 24. Mai 1966 in Krakau) ist ein ehemaliger polnischer Fußballspieler.

## Karriere
Kasperek begann seine Karriere beim KS Cracovia. Im Januar 1988 wechselte er nach Norwegen zu Lyn Oslo. Zur Saison 1989 schloss er sich Liv/Fossekallen an. Im Sommer 1989 wechselte er nach Belgien zum KRC Harelbeke. Zur Saison 1990/91 zog er weiter zu Excelsior Mouscron, wo er für fünfeinhalb Jahre spielte. Im Januar 1996 kehrte er nach Polen zurück und wechselte zu Śląsk Wrocław. Für Śląsk absolvierte er 43 Partien in der Ekstraklasa. Zur Saison 1997/98 wechselte er wieder nach Belgien, diesmal zum RRC Tournaisien.
Im Januar 1998 wechselte er zum österreichischen Zweitligisten SCR Altach. Für die Altacher kam er zu 13 Einsätzen in der 2. Division, aus der er mit dem Verein zu Saisonende aber abstieg. Daraufhin kehrte er wieder nach Belgien zurück und wechselte zum KSV Roeselare. Zur Saison 1999/2000 wechselte er zurück nach Polen, wo er seine Karriere bei Aluminium Konin ausklingen ließ, ehe er sie nach Saisonende beendete.